# Nati il 1º giugno
| Questa pagina contiene informazioni ricavate automaticamente dalle voci biografiche con l'ausilio del template Bio e di un bot. L'aggiornamento è periodico e automatico e ricostruisce completamente la pagina. Se manca una persona in questa lista, sei pregato di non aggiungerla, ma accertati piuttosto che la sua voce biografica contenga il template Bio e che i dati anagrafici siano correttamente compilati. Se il template Bio manca, inseriscilo tu stesso o, in alternativa, metti l'avviso {{tmp\|Bio}} che ne segnala la mancanza. Se i dati riportati sono sbagliati, correggi direttamente la voce biografica; le modifiche saranno visibili in questa lista entro pochi giorni. Per chiarimenti vedi il progetto biografie. La lista contiene solo le 1.266 persone che sono citate nell'enciclopedia e per le quali è stato implementato correttamente il template Bio. Pagina aggiornata al 9 ago 2025. |

## XI secolo(1)
- 1076 - Mstislav I di Kiev, principe († 1132)

## XIII secolo(1)
- 1300 - Tommaso Plantageneto, I conte di Norfolk, nobile britannico († 1338)

## XIV secolo(2)
- 1395 - Gianfrancesco Gonzaga, condottiero italiano († 1444)
- 1395 - Luca Pitti, banchiere italiano († 1473)

## XV secolo(4)
- 1437 - Pier Filippo Pandolfini, politico italiano († 1497)
- 1455 - Anna di Savoia, principessa († 1480)
- 1460 - Enno I della Frisia orientale, conte († 1491)
- 1480 - Tiedemann Giese, vescovo cattolico e teologo polacco († 1550)

## XVI secolo(5)
- 1534 - Fulvia di Randan, nobildonna italiana († 1607)
- 1563 - Robert Cecil, I conte di Salisbury, nobile e politico inglese († 1612)
- 1569 - Sofia di Holstein-Gottorp, duchessa († 1634)
- 1583 - Johann Fugger il Vecchio, banchiere, mercante e nobile tedesco († 1633)
- 1599 - Elisabetta Lucrezia di Teschen, duchessa († 1653)

## XVII secolo(17)
- 1608 - Salvatore Avvisati, religioso, oratore e predicatore italiano († 1689)
- 1617 - Giannicolò Conti, cardinale e vescovo cattolico italiano († 1698)
- 1618 - Johann Franck, scrittore tedesco († 1677)
- 1630 - Carlo Barberini, cardinale italiano († 1704)
- 1633 - Geminiano Montanari, astronomo e matematico italiano († 1687)
- 1637 - Jacques Marquette, gesuita, missionario e esploratore francese († 1675)
- 1638 - Pietro Francesco Garoli, pittore e architetto italiano († 1716)
- 1651 - Andrea Perrucci, drammaturgo, librettista e gesuita italiano († 1704)
- 1653 - Georg Muffat, organista e compositore tedesco († 1704)
- 1653 - Abraham Sharp, matematico e astronomo inglese († 1742)
- 1659 - Pietro Mellarède de Bettonet, politico e diplomatico italiano († 1730)
- 1659 - Cristiana di Sassonia-Merseburg, principessa tedesca († 1679)
- 1673 - Luisa Francesca di Borbone, nobile francese († 1743)
- 1675 - Scipione Maffei, storico, drammaturgo e diplomatista italiano († 1755)
- 1682 - Carlo Collicola, cardinale italiano († 1730)
- 1685 - Peregrine Lascelles, generale britannico († 1772)
- 1685 - Ferdinando Bernualdo Filippo Orsini d'Aragona, nobile italiano († 1734)

## XVIII secolo(27)
- 1705 - Carl Marcus Tuscher, pittore, scultore e architetto tedesco († 1751)
- 1718 - Eusebio da Veiga, gesuita, matematico e astronomo portoghese († 1798)
- 1727 - Francesco Casanova, pittore italiano († 1803)
- 1740 - Giovanni Battista Rezzonico, cardinale italiano († 1783)
- 1745 - Saverio Dalla Rosa, pittore e incisore italiano († 1821)
- 1746 - Louis-François-Alexandre de Jarente de Senas d'Orgeval, vescovo cattolico francese († 1810)
- 1747 - Pietro Giovanni Boateri, storico italiano († 1807)
- 1754 - Ferdinando Carlo Antonio d'Asburgo-Lorena, duca († 1806)
- 1759 - John Fane, X conte di Westmorland, politico inglese († 1841)
- 1762 - Edmund Ignatius Rice, pedagogista irlandese († 1838)
- 1762 - Aimable Gilles Troude, ammiraglio francese († 1824)
- 1766 - Anton Hasenhut, attore teatrale e comico austriaco († 1841)
- 1767 - Benjamin Höijer, filosofo svedese († 1812)
- 1769 - Józef Elsner, compositore, docente e musicologo polacco († 1854)
- 1770 - Friedrich Laun, romanziere tedesco († 1849)
- 1776 - Giuseppe Zamboni, abate e fisico italiano († 1846)
- 1779 - Keppel Richard Craven, viaggiatore inglese († 1851)
- 1781 - Francinaina Cirer Carbonell, religiosa spagnola († 1855)
- 1782 - Konstantin Markovič Poltorackij, generale russo († 1858)
- 1784 - Pietro Sella, imprenditore italiano († 1827)
- 1786 - Solomon Judah Loeb Rapoport, rabbino austriaco († 1867)
- 1787 - Giacomo Giovanetti, avvocato e politico italiano († 1849)
- 1790 - Ferdinand Raimund, drammaturgo austriaco († 1836)
- 1791 - Alexis-Basile-Alexandre Menjaud, arcivescovo cattolico francese († 1861)
- 1791 - John Nelson, politico statunitense († 1860)
- 1796 - Nicolas Léonard Sadi Carnot, fisico, ingegnere e matematico francese († 1832)
- 1798 - Émile Mellinet, generale e politico francese († 1894)

## XIX secolo(176)
- 1801 - Brigham Young, religioso statunitense († 1877)
- 1802 - Francesco Ferragni, avvocato, scrittore e patriota italiano († 1861)
- 1802 - Charles Lenormant, archeologo, numismatico e egittologo francese († 1859)
- 1802 - Cesare Trabucco, magistrato e politico italiano († 1888)
- 1804 - Michail Ivanovič Glinka, compositore russo († 1857)
- 1804 - Alexander Murray, VI conte di Dunmore, nobile scozzese († 1845)
- 1804 - Paolo Taverna, filantropo e mecenate italiano († 1878)
- 1806 - John Buchanan Floyd, politico statunitense († 1863)
- 1806 - Theodore Maunoir, chirurgo svizzero († 1869)
- 1807 - Napoléon Daru, politico, militare e nobile francese († 1890)
- 1807 - Emily Donelson, politica statunitense († 1836)
- 1809 - Camillo Mapei, presbitero e teologo italiano († 1853)
- 1810 - Bonifacio Chiovitti, archeologo e politico italiano († 1881)
- 1811 - Nicola de Luca, prefetto e politico italiano († 1885)
- 1814 - François Ponsard, drammaturgo francese († 1867)
- 1815 - Philip Kearny, generale statunitense († 1862)
- 1815 - Ottone di Grecia, principe tedesco († 1867)
- 1816 - Mattia Montecchi, politico e patriota italiano († 1871)
- 1820 - Robert Coote, ammiraglio britannico († 1898)
- 1820 - Adolf Ebert, filologo e storico della letteratura tedesco († 1890)
- 1822 - Friedrich Matthias Claudius, anatomista tedesco († 1869)
- 1822 - Ján Francisci-Rimavský, poeta, scrittore e traduttore slovacco († 1905)
- 1822 - Giacomo Marulli, commediografo italiano († 1883)
- 1822 - Clementina Maude, viscontessa di Hawarden, fotografa britannica († 1865)
- 1822 - Étienne de La Fléchère, politico francese († 1887)
- 1823 - Andrea Botturi, avvocato italiano († 1902)
- 1823 - Ján Gotčár, presbitero, attivista e insegnante slovacco († 1883)
- 1824 - Giovanni Zambelli, patriota italiano († 1852)
- 1825 - Luigi Norfini, pittore italiano († 1909)
- 1826 - Amelia Gayle, bibliotecaria statunitense († 1913)
- 1826 - Jane Conyngham, nobildonna inglese († 1900)
- 1827 - Antonio Dugoni, pittore italiano († 1874)
- 1827 - Carl Koch, naturalista e geologo tedesco († 1882)
- 1828 - Cesare Scarinci, ufficiale e patriota italiano († 1849)
- 1828 - David S. Stanley, generale statunitense († 1902)
- 1831 - John Bell Hood, generale statunitense († 1879)
- 1831 - Redfield Proctor, politico statunitense († 1908)
- 1832 - Henrietta Ward, pittrice inglese († 1924)
- 1835 - Sheldon Amos, giurista inglese († 1886)
- 1836 - Giuseppe Artina, militare italiano († 1893)
- 1836 - Jules Chéret, pubblicitario e pittore francese († 1932)
- 1838 - Pavel L'vovič Lobko, generale russo († 1905)
- 1839 - Abdyl Frashëri, politico, diplomatico e scrittore albanese († 1892)
- 1840 - Jules Cotard, neurologo francese († 1889)
- 1840 - Prospero Piatti, pittore italiano († 1902)
- 1841 - Baldassarre Orero, generale italiano († 1914)
- 1842 - Christoph Friedrich Blumhardt, teologo e politico tedesco († 1919)
- 1843 - Henry Faulds, medico e missionario scozzese († 1930)
- 1843 - Saigō Tsugumichi, militare e politico giapponese († 1902)
- 1844 - Vasilij Dmitrievič Polenov, pittore russo († 1927)
- 1845 - Lio Gangeri, scultore italiano († 1913)
- 1845 - Luigi Alessandro Michelangeli, filologo classico, traduttore e grecista italiano († 1922)
- 1846 - Albert Galleron, architetto francese († 1930)
- 1846 - Piero Torrigiani, politico italiano († 1920)
- 1847 - Oronzo Mario Scarano, compositore e direttore d'orchestra italiano († 1901)
- 1849 - Edoardo Maragliano, medico italiano († 1940)
- 1849 - Gustav von Escherich, matematico austriaco († 1935)
- 1850 - Sami Frashëri, scrittore, filosofo e drammaturgo albanese († 1904)
- 1850 - Gregor von Bochmann, pittore tedesco († 1930)
- 1851 - Gaetano Falconi, imprenditore e politico italiano († 1925)
- 1855 - Edward Angle, dentista statunitense († 1930)
- 1855 - Walter Buchanan, calciatore inglese († 1926)
- 1855 - Edmund Fitzalan-Howard, I visconte FitzAlan di Derwent, politico inglese († 1947)
- 1855 - Gustave Geffroy, letterato francese († 1926)
- 1855 - Karl von Pflanzer-Baltin, generale austro-ungarico († 1925)
- 1856 - Giacomo De Gregorio, glottologo italiano († 1936)
- 1856 - Herbert Gustave Schmalz, pittore britannico († 1935)
- 1856 - Władysław Ślewiński, pittore polacco († 1918)
- 1857 - Joseph Pujol, artista e imprenditore francese († 1945)
- 1858 - Alice Barbi, violinista e mezzosoprano italiana († 1948)
- 1858 - Arnold Keppel, VIII conte di Albemarle, politico e ufficiale inglese († 1942)
- 1859 - Luisa di Thurn und Taxis, principessa tedesca († 1948)
- 1860 - Johannes Fabry, dermatologo tedesco († 1930)
- 1860 - Domenico Oliva, giornalista, politico e poeta italiano († 1917)
- 1860 - Johannes Thiele, zoologo tedesco († 1935)
- 1861 - Egidio Gorra, filologo e critico letterario italiano († 1918)
- 1862 - Simón Iturri Patiño, imprenditore boliviano († 1947)
- 1863 - Hugo Münsterberg, psicologo tedesco († 1916)
- 1865 - Viola Lane-Fox, nobildonna inglese († 1929)
- 1866 - Charles Davenport, biologo statunitense († 1944)
- 1866 - Bartolomeo Dusi, giurista italiano († 1923)
- 1868 - Sophie von Merenberg († 1927)
- 1869 - Francesco Giuseppe di Isenburg-Büdingen-Birstein, principe tedesco († 1939)
- 1869 - Lina Borgo Guenna, pedagogista italiana († 1932)
- 1869 - Arnold Spuler, medico, entomologo e politico tedesco († 1937)
- 1869 - Richard Wünsch, filologo classico tedesco († 1915)
- 1870 - Célestin Bouglé, sociologo e filosofo francese († 1940)
- 1870 - Frank Cooley, regista e attore statunitense († 1941)
- 1870 - Fabio Luzzatto, giurista italiano († 1954)
- 1871 - Alberto Bergamini, giornalista e politico italiano († 1962)
- 1872 - Domenico Failutti, pittore italiano († 1923)
- 1873 - Franziska Gad, fotografa e regista danese († 1921)
- 1874 - Macedonio Fernández, filosofo e poeta argentino († 1952)
- 1874 - Pierre Souvestre, avvocato, giornalista e scrittore francese († 1914)
- 1875 - Salvatore Gallo Poggi, avvocato e politico italiano († 1968)
- 1875 - Paul Landowski, scultore francese († 1961)
- 1875 - Carl Severing, politico tedesco († 1952)
- 1877 - Gideon Baird, calciatore nordirlandese († 1897)
- 1877 - Giulio Volpi, avvocato, politico e antifascista italiano († 1947)
- 1878 - Ferdinando Bosso, giornalista, politico e partigiano italiano († 1967)
- 1878 - John Masefield, poeta e scrittore inglese († 1967)
- 1879 - Freeman Wills Crofts, scrittore irlandese († 1957)
- 1879 - Max Emmerich, multiplista e ginnasta statunitense († 1956)
- 1879 - Enrico Felli, imprenditore e politico italiano († 1963)
- 1879 - Mark Hambourg, pianista russo († 1960)
- 1879 - Juan Emiliano O'Leary, storiografo e poeta paraguaiano († 1969)
- 1880 - Salvatore Del Bene, vescovo cattolico italiano († 1957)
- 1880 - Oscar Joseph Giger, calciatore svizzero
- 1880 - Helmut Wilberg, militare tedesco († 1941)
- 1881 - Otho Orlando Kurz, architetto tedesco († 1933)
- 1881 - Margarete Matzenauer, contralto e mezzosoprano ungherese († 1963)
- 1882 - John Drinkwater, poeta, drammaturgo e critico letterario inglese († 1937)
- 1884 - Georges Aubé, aviatore e generale francese († 1971)
- 1884 - Adolfo Barberis, presbitero italiano († 1967)
- 1884 - Marcel Fabre, attore, regista e sceneggiatore spagnolo († 1929)
- 1884 - Eduard Helly, matematico austriaco († 1943)
- 1885 - Alfredo Di Cocco, militare italiano († 1917)
- 1885 - Jack Diment, calciatore scozzese († 1978)
- 1885 - Giulio Lorenzetti, scrittore e critico d'arte italiano († 1951)
- 1885 - Alessandro Tonini, ingegnere italiano († 1932)
- 1885 - Ernesto Troiano, ingegnere e politico italiano († 1977)
- 1886 - Daisy de Melker, infermiera e assassina seriale sudafricana († 1932)
- 1886 - Ernst Kurth, filosofo e musicologo svizzero († 1946)
- 1886 - Jacob Baart de la Faille, storico dell'arte e scrittore olandese († 1959)
- 1887 - Augusto Massari, compositore e direttore d'orchestra italiano († 1970)
- 1887 - Donato Vestuti, giornalista italiano († 1918)
- 1888 - Henry Beston, naturalista e scrittore statunitense († 1968)
- 1888 - Santos Moro Briz, vescovo cattolico spagnolo († 1980)
- 1888 - Imre Payer, allenatore di calcio e calciatore ungherese († 1957)
- 1888 - Elena Adelaide di Schleswig-Holstein-Sonderburg-Glücksburg, principessa danese († 1962)
- 1889 - Jens Kirkegaard, ginnasta danese († 1966)
- 1889 - Charles Kay Ogden, scrittore e linguista inglese († 1957)
- 1889 - Sigrid Onégin, contralto tedesco († 1943)
- 1890 - Olle Ericsson, tiratore a segno svedese († 1950)
- 1890 - Frank Morgan, attore statunitense († 1949)
- 1891 - Susumu Kimura, ammiraglio giapponese († 1980)
- 1891 - Giovanni Mira, storico e antifascista italiano († 1966)
- 1891 - Stefano Schiantarelli, calciatore italiano
- 1892 - Valerija Barsova, soprano sovietico († 1967)
- 1892 - Rodolfo De Mori, atleta e militare italiano († 1915)
- 1892 - Amānullāh Khān, sovrano afghano († 1960)
- 1892 - Harry Mallin, pugile britannico († 1969)
- 1892 - Hironori Ōtsuka, maestro di karate giapponese († 1982)
- 1892 - Raffaele Paolucci, militare, politico e medico italiano († 1958)
- 1892 - Píndaro, calciatore e allenatore di calcio brasiliano († 1965)
- 1893 - Giovanni Carignani, politico italiano († 1961)
- 1893 - Josef Fischer, calciatore austriaco († 1932)
- 1893 - Jean Nicod, filosofo francese († 1924)
- 1894 - Dušan Milošević, calciatore, nuotatore e velocista serbo († 1967)
- 1894 - Luigi Rocco, politico italiano († 1951)
- 1895 - Luigi Begnotti, sindacalista, giornalista e politico italiano
- 1895 - Anatolij Arkad'evič Blagonravov, ingegnere aerospaziale e diplomatico russo († 1975)
- 1895 - Tadeusz Komorowski, politico e generale polacco († 1966)
- 1895 - Jaroslav Červený, calciatore cecoslovacco († 1950)
- 1896 - Renato Ricci, politico e generale italiano († 1956)
- 1896 - Shintaro Uda, ingegnere elettrotecnico giapponese († 1976)
- 1897 - Pavel Ivanovič Batov, generale e politico sovietico († 1985)
- 1897 - Elias Bickerman, storico e grecista moldavo († 1981)
- 1897 - Erik Bohlin, ciclista su strada svedese († 1977)
- 1897 - Benjamín Delgado, calciatore argentino
- 1897 - Alfredo Garasini, calciatore argentino († 1950)
- 1897 - Bengt Morberg, ginnasta svedese († 1968)
- 1897 - Yang Zhongjian, paleontologo cinese († 1979)
- 1898 - Dina Bertoni Jovine, scrittrice, giornalista e pedagogista italiana († 1970)
- 1898 - Doro Levi, archeologo e storico dell'arte italiano († 1991)
- 1898 - Lajos Politzer, allenatore di calcio e calciatore ungherese († 1962)
- 1898 - Curtis Stevens, bobbista statunitense († 1979)
- 1899 - Piero Bianconi, docente, scrittore e storico dell'arte svizzero († 1984)
- 1899 - Rino De Nobili Di Vezzano, diplomatico e politico italiano († 1947)
- 1899 - Werner Janssen, compositore statunitense († 1990)
- 1899 - Novello Papafava, scrittore italiano († 1973)
- 1899 - Dante Raineri, calciatore italiano
- 1899 - Edward Charles Titchmarsh, matematico britannico († 1963)
- 1900 - Giulio Falzoni, pittore italiano († 1979)
- 1900 - Johanna Wolf, funzionaria tedesca († 1985)
- 1900 - Noburō Ōfuji, regista, disegnatore e animatore giapponese († 1961)

## XX secolo(991)
- 1901 - Hap Day, hockeista su ghiaccio, allenatore di hockey su ghiaccio e dirigente sportivo canadese († 1990)
- 1901 - Alexandre Parodi, politico francese († 1979)
- 1901 - Iolanda Margherita di Savoia, principessa italiana († 1986)
- 1901 - John William Van Druten, drammaturgo e regista teatrale britannico († 1957)
- 1902 - Fritz Amundsen, calciatore norvegese († 1972)
- 1902 - Cataldo Cassano, politico e docente italiano († 1998)
- 1902 - Ernesto D'Albergo, economista italiano († 1974)
- 1902 - Giovanni Descalzo, poeta e scrittore italiano († 1951)
- 1902 - Leopold Lindtberg, regista austriaco († 1984)
- 1902 - Wade McClusky, aviatore statunitense († 1976)
- 1902 - Francesco Patanè, pittore e scultore italiano († 1980)
- 1902 - Vittorio Scacchetti, calciatore italiano
- 1903 - Franco Asco, scultore italiano († 1970)
- 1903 - Giovanni Cervi, partigiano italiano († 1943)
- 1903 - Carlo Ferrari, ingegnere italiano († 1996)
- 1903 - Mario Giovannini, politico italiano
- 1903 - George Murphy, chimico statunitense († 1968)
- 1903 - Niní Marshall, comica, attrice e sceneggiatrice argentina († 1996)
- 1903 - Vasyl' Velyčkovs'kyj, vescovo cattolico ucraino († 1973)
- 1904 - Karla Grosch, danzatrice tedesca († 1933)
- 1904 - Fanny Marchiò, attrice italiana († 1980)
- 1904 - Ineko Sata, scrittrice giapponese († 1998)
- 1904 - André Emanuel Tedesco, allenatore di calcio e calciatore brasiliano
- 1904 - Mario Valabrega, paroliere italiano († 1950)
- 1904 - Francis Wormald, paleografo e storico dell'arte inglese († 1972)
- 1905 - Werner Liebknecht, ingegnere tedesco
- 1905 - Robert Newton, attore inglese († 1956)
- 1905 - Shakhbut II bin Sultan Al Nahyan, sovrano († 1989)
- 1905 - Franz von Sonnleithner, diplomatico austriaco († 1981)
- 1906 - Jean Fidon, calciatore francese († 1992)
- 1906 - Walter Legge, produttore discografico britannico († 1979)
- 1906 - Biki, stilista e socialite italiana († 1999)
- 1907 - Kurt Christmann, avvocato tedesco († 1987)
- 1907 - Daigorō Kondō, calciatore giapponese († 1991)
- 1907 - Jan Patočka, filosofo ceco († 1977)
- 1907 - Max Pauly, ufficiale tedesco († 1946)
- 1907 - Frank Whittle, ingegnere e aviatore britannico († 1996)
- 1908 - Gunnel Ahlin, scrittrice svedese († 2007)
- 1908 - Bruno Caleari, militare italiano († 1940)
- 1908 - Henri Cuvelier, pallanuotista francese († 1937)
- 1909 - Dr. Dahesh, scrittore, poeta e filosofo libanese († 1984)
- 1909 - Enrico Engel, calciatore italiano
- 1909 - Szymon Goldberg, violinista e direttore d'orchestra statunitense († 1993)
- 1910 - Arrigo Benedetti, giornalista, scrittore e partigiano italiano († 1976)
- 1910 - Gianni Franciolini, regista e sceneggiatore italiano († 1960)
- 1910 - Gyula Kállai, politico ungherese († 1996)
- 1910 - Marčelo Kufersin, allenatore di calcio e calciatore italiano († 1983)
- 1910 - Leon Feldhendler, partigiano polacco († 1945)
- 1910 - Natale Masera, allenatore di calcio e calciatore italiano († 1985)
- 1910 - Sid Wyman, giocatore di poker statunitense († 1978)
- 1911 - Ascanio Arcangeli, ciclista su strada italiano († 1975)
- 1911 - Guido Bosio, calciatore italiano († 1963)
- 1911 - Gertrude Michael, attrice statunitense († 1964)
- 1911 - Francesco Pasinetti, critico cinematografico, sceneggiatore e regista italiano († 1949)
- 1911 - Guido Testolina, calciatore e allenatore di calcio italiano († 1978)
- 1912 - John McCarthy Jr., scenografo statunitense († 1994)
- 1912 - Jerry Kerr, allenatore di calcio e calciatore scozzese († 1999)
- 1912 - Oswald Lange, ingegnere tedesco († 2000)
- 1912 - Little Man Popwell, giocatore di poker statunitense († 1966)
- 1912 - Angel Marchand, immunologo portoricano († 2005)
- 1912 - Giuseppe Perenno, schermidore italiano
- 1912 - Gilmore Schjeldahl, imprenditore e inventore statunitense († 2002)
- 1912 - Doris Wishman, regista, sceneggiatrice e produttrice cinematografica statunitense († 2002)
- 1913 - Aldo Bricco, generale e partigiano italiano († 2004)
- 1913 - Vicente Escrivá, regista e sceneggiatore spagnolo († 1999)
- 1913 - Helga Heinke, politica tedesca († 2004)
- 1913 - Natasha Lytess, attrice tedesca († 1963)
- 1914 - Herbert Ihlefeld, aviatore tedesco († 1995)
- 1915 - Attilio Friggeri, medico, militare e nuotatore italiano († 1942)
- 1915 - Bart Howard, compositore statunitense († 2004)
- 1915 - Günther Leibfried, fisico tedesco († 1977)
- 1915 - Enzo Omiccioli, militare e aviatore italiano († 1941)
- 1915 - Giuseppe Perego, fumettista e illustratore italiano († 1996)
- 1915 - John Randolph, attore statunitense († 2004)
- 1915 - Jan Twardowski, poeta e presbitero polacco († 2006)
- 1916 - Ki Aldrich, giocatore di football americano statunitense († 1983)
- 1916 - Vincenzo Capelli, militare italiano († 2001)
- 1916 - Jean Jérôme Hamer, cardinale e arcivescovo cattolico belga († 1996)
- 1916 - Andrzej Kwiek, astronomo polacco († 1953)
- 1916 - Mihrişah Sultan, principessa ottomana († 1987)
- 1916 - Murilo Rubião, scrittore, giornalista e politico brasiliano († 1991)
- 1917 - Sofron Dmyterko, vescovo cattolico ucraino († 2008)
- 1917 - Vincenzo Franco, arcivescovo cattolico italiano († 2016)
- 1917 - William Knowles, chimico statunitense († 2012)
- 1918 - Gavin Astor, II barone Astor, ufficiale e editore inglese († 1984)
- 1918 - Thomas Hicks, bobbista statunitense († 1992)
- 1918 - Nathalie Krassovska, ballerina, insegnante e coreografa russa († 2005)
- 1918 - Maurizio Lodi-Fè, produttore cinematografico italiano († 2015)
- 1918 - Giovanni Marzano, generale italiano († 2010)
- 1918 - Mieczysław Warmus, informatico e matematico polacco († 2007)
- 1919 - Géza Boldizsár, allenatore di calcio e calciatore ungherese († 1988)
- 1919 - Adelia Casari, partigiana italiana († 2013)
- 1919 - Judith Graham Pool, scienziata statunitense († 1975)
- 1919 - Leonardo Umile, partigiano italiano († 1945)
- 1920 - Robert Clarke, attore statunitense († 2005)
- 1920 - Alethea McGrath, attrice australiana († 2016)
- 1920 - Art Napoleon, regista, sceneggiatore e produttore cinematografico statunitense († 2003)
- 1921 - Giuliana Cavaglieri Tesoro, chimica italiana († 2002)
- 1921 - John Close, attore statunitense († 1963)
- 1921 - Jerzy Groyecki, allenatore di pallacanestro polacco († 1975)
- 1921 - Giuseppe Moccia, imprenditore e dirigente sportivo italiano († 2001)
- 1921 - Norma Pratelli Parenti, partigiana italiana († 1944)
- 1921 - Nelson Riddle, arrangiatore, direttore d'orchestra e compositore statunitense († 1985)
- 1922 - Joan Caulfield, attrice statunitense († 1991)
- 1922 - Joan Copeland, attrice e doppiatrice statunitense († 2022)
- 1922 - Luis Gamonal Gago, calciatore e allenatore di calcio spagnolo († 1981)
- 1922 - Lucio Libertini, politico italiano († 1993)
- 1922 - Lala Abdul Rashid, hockeista su prato pakistano († 1988)
- 1922 - Antonio Stagnoli, pittore e incisore italiano († 2015)
- 1922 - Dino Valdi, attore italiano († 2003)
- 1923 - Antal Bánkuti, cestista ungherese († 2001)
- 1923 - Jean Grumellon, calciatore francese († 1991)
- 1923 - Gina Moncigoli, partigiana italiana († 2011)
- 1923 - Sergio Mulitsch di Palmenberg, imprenditore e filantropo italiano († 1987)
- 1923 - Achille Pace, pittore italiano († 2021)
- 1923 - Luigi Antonio Tami, antifascista e partigiano italiano († 1944)
- 1923 - Eugène Vaulot, militare francese († 1945)
- 1923 - Leonid Šamkovič, scacchista russo († 2005)
- 1924 - Salvatore Buscema, magistrato italiano († 2014)
- 1924 - Sergio Chellini, calciatore italiano
- 1924 - Helen Hadsell, scrittrice statunitense († 2010)
- 1924 - Robert I. Levy, antropologo e psichiatra statunitense († 2003)
- 1924 - Hal McKusick, sassofonista e clarinettista statunitense († 2012)
- 1924 - Ignazio Mineo, politico italiano († 1984)
- 1924 - Giuseppe Salvarezza, militare e partigiano italiano († 1944)
- 1924 - William Stevenson, scrittore e giornalista canadese († 2013)
- 1925 - Richard Erdman, attore e regista statunitense († 2019)
- 1925 - Licio Giorgieri, generale italiano († 1987)
- 1925 - Tom Jaquet, cestista statunitense († 1991)
- 1925 - Eric Mahn, cestista cileno († 2000)
- 1925 - Brita Malmer, archeologa e numismatica svedese († 2013)
- 1925 - Victor Uckmar, avvocato e giurista italiano († 2016)
- 1926 - Aleksandr Anufriev, mezzofondista sovietico († 1996)
- 1926 - Johnny Berry, calciatore inglese († 1994)
- 1926 - Luigi Bommarito, arcivescovo cattolico italiano († 2019)
- 1926 - Phillip Burton, politico statunitense († 1983)
- 1926 - Egon Drews, canoista tedesco († 2011)
- 1926 - Carlo Formenti, imprenditore italiano († 2022)
- 1926 - Henry From, calciatore e allenatore di calcio danese († 1990)
- 1926 - Andy Griffith, attore, regista e produttore televisivo statunitense († 2012)
- 1926 - Marilyn Monroe, attrice, cantante e modella statunitense († 1962)
- 1926 - Aubrey Morris, attore britannico († 2015)
- 1926 - George Robb, calciatore inglese († 2011)
- 1927 - Rubens Fadini, calciatore italiano († 1949)
- 1927 - Pasquale Lops, politico italiano († 1998)
- 1927 - Willem Scholten, politico olandese († 2005)
- 1928 - Georgij Timofeevič Dobrovol'skij, cosmonauta sovietico († 1971)
- 1928 - Anna Farova, storica e critica d'arte ceca († 2010)
- 1929 - Guido Carandini, saggista, economista e politico italiano († 2019)
- 1929 - Gregorio Di Lauro, attore italiano († 2012)
- 1929 - Luigi Mazzei, politico italiano († 2015)
- 1929 - Nargis, attrice indiana († 1981)
- 1930 - Pat Corley, attore statunitense († 2006)
- 1930 - Kei Kumai, regista giapponese († 2007)
- 1930 - Lev Kuznecov, schermidore sovietico († 2015)
- 1930 - Mario Pancera, giornalista e scrittore italiano
- 1930 - Slavko Stojanović, calciatore jugoslavo († 2012)
- 1930 - Edward Woodward, attore britannico († 2009)
- 1931 - Desmond Heeley, costumista e scenografo britannico († 2016)
- 1931 - Walter Horak, calciatore austriaco († 2019)
- 1931 - Anna Sommi, cestista italiana
- 1931 - Danilo Tani, politico italiano († 2009)
- 1932 - Piera Arico, attrice italiana
- 1932 - Enrico Arienti, calciatore italiano († 1975)
- 1932 - James Janssen van Raay, politico olandese († 2010)
- 1932 - Christopher Lasch, storico e sociologo statunitense († 1994)
- 1932 - Maria Grazia Marchelli, sciatrice alpina e giornalista italiana († 2006)
- 1932 - Antonio Tancredi, politico italiano († 2012)
- 1933 - Natale Amodeo, politico italiano
- 1933 - Ruth Arnon, biochimica israeliana
- 1933 - Mirella Falco, attrice italiana († 2013)
- 1933 - Haruo Remeliik, politico palauano († 1985)
- 1933 - Gilli Smyth, cantante, compositrice e poetessa inglese († 2016)
- 1933 - Luis Trujillano, cestista spagnolo († 2016)
- 1933 - Charlie Wilson, politico e militare statunitense († 2010)
- 1934 - Pat Boone, cantante, attore e compositore statunitense
- 1934 - Lilli Greco, produttore discografico, compositore e musicista italiano († 2012)
- 1934 - Peter Masterson, attore, regista e produttore cinematografico statunitense († 2018)
- 1934 - Eddie Murphy, ex calciatore scozzese
- 1934 - Mariane Orlando, ex ballerina svedese
- 1934 - Benito Paolo Torsello, architetto italiano († 2018)
- 1935 - Percy Adlon, regista, sceneggiatore e produttore cinematografico tedesco († 2024)
- 1935 - Luigia Barin, politica italiana († 1985)
- 1935 - Norman Foster, architetto e designer britannico
- 1935 - James George, ex sollevatore statunitense
- 1935 - Massimo Marchesotti, pittore, direttore di coro e musicologo italiano († 2019)
- 1935 - Magda Olivetti, traduttrice, germanista e fisica italiana († 2020)
- 1935 - John Edward Porter, politico statunitense († 2022)
- 1936 - Anatolij Albul, lottatore sovietico († 2013)
- 1936 - Bekim Fehmiu, attore jugoslavo († 2010)
- 1936 - Roberto Fischer, ex pallanuotista argentino
- 1936 - José Manuel Pesudo, calciatore spagnolo († 2003)
- 1936 - Gino Raffin, calciatore e allenatore di calcio italiano († 2023)
- 1936 - Gerald Scarfe, fumettista britannico
- 1936 - Sandra Scoppettone, scrittrice statunitense
- 1936 - Ilo Teneqexhi, cestista albanese († 2021)
- 1936 - Piero Tomasoni, pugile italiano († 2022)
- 1936 - Finn Tøraasen, calciatore norvegese († 2018)
- 1937 - Sandra Bonsanti, giornalista, scrittrice e politica italiana
- 1937 - Morgan Freeman, attore e produttore cinematografico statunitense
- 1937 - Elio Ghelfi, allenatore di pugilato italiano († 2020)
- 1937 - Yisrael Meir Lau, rabbino israeliano
- 1937 - Colleen McCullough, scrittrice e neurologa australiana († 2015)
- 1937 - Ezio Pascutti, calciatore e allenatore di calcio italiano († 2017)
- 1937 - Bernhard Steffen, ex calciatore tedesco
- 1937 - Lusine Zakaryan, soprano sovietico († 1992)
- 1938 - Carlo Caffarra, cardinale e arcivescovo cattolico italiano († 2017)
- 1938 - Paolo Carbone, giornalista e conduttore radiofonico italiano († 2007)
- 1939 - Stefano Calzetta, mafioso e collaboratore di giustizia italiano († 1992)
- 1939 - Mario Genco, giornalista e scrittore italiano
- 1939 - Bernard Kusi, ex calciatore ghanese
- 1939 - Sven-Eric Liedman, scrittore e storico svedese
- 1939 - Cleavon Little, attore statunitense († 1992)
- 1939 - Gianfranco Mariotti, politico italiano († 1992)
- 1939 - Bruno Menardi, bobbista e alpinista italiano († 1997)
- 1939 - Luitfried Salvini-Plawen, naturalista austriaco († 2014)
- 1940 - René Auberjonois, attore e doppiatore statunitense († 2019)
- 1940 - Bernard Housset, vescovo cattolico francese
- 1940 - Barbara Lass, attrice polacca († 1995)
- 1940 - Jože Pirjevec, storico e politico italiano
- 1940 - Umberto Rocca, generale italiano († 2023)
- 1940 - Ljudmila Šišova, schermitrice sovietica († 2004)
- 1940 - Kip Thorne, fisico statunitense
- 1941 - Dean Chance, giocatore di baseball e dirigente sportivo statunitense († 2015)
- 1941 - Gianni De Chiara, giornalista e sceneggiatore italiano
- 1941 - Franco Deasti, ex calciatore italiano
- 1941 - Ernesto García Seijas, fumettista argentino († 2023)
- 1941 - Piero Grima, scrittore e medico italiano
- 1941 - Toyoo Itō, architetto giapponese
- 1941 - Óscar López Scrochi, ex calciatore argentino
- 1941 - Munkbat Jigjid, lottatore mongolo († 2018)
- 1941 - Dragoljub Ojdanić, generale serbo († 2020)
- 1941 - Ilija Tojacić, ex calciatore jugoslavo
- 1941 - Edo de Waart, direttore d'orchestra e oboista olandese
- 1942 - Fernando Atzori, pugile italiano († 2020)
- 1942 - Robert Geroch, fisico e matematico statunitense
- 1942 - Vladimir Grammatikov, attore e regista sovietico
- 1942 - Oleh Krysa, violinista sovietico
- 1942 - Honorino Landa, allenatore di calcio e calciatore cileno († 1987)
- 1942 - Tom Mankiewicz, sceneggiatore, regista e produttore cinematografico statunitense († 2010)
- 1942 - Lucio Marengo, politico italiano
- 1942 - Shukri Mustafa, terrorista egiziano († 1978)
- 1942 - Paco Peña, chitarrista e compositore spagnolo
- 1942 - Alberto Radius, chitarrista, cantante e produttore discografico italiano († 2023)
- 1942 - Levern Tart, cestista statunitense († 2010)
- 1942 - Faramarz Zelli, calciatore iraniano († 2025)
- 1943 - Orietta Berti, cantante, personaggio televisivo e attrice italiana
- 1943 - Giuseppe Del Zotto, ex calciatore italiano
- 1943 - Roberto Dias, calciatore brasiliano († 2007)
- 1943 - Pepe Dill, ex calciatore bermudiano
- 1943 - Kuki Gallmann, ambientalista e scrittrice italiana
- 1943 - Richard Goode, pianista statunitense
- 1943 - Paul Thomas, ex calciatore giamaicano
- 1943 - Gustavo Zagrebelsky, giurista italiano
- 1943 - Ettore Zuccheri, ex cestista e allenatore di pallacanestro italiano
- 1944 - Pietro Archiati, filosofo, scrittore e editore italiano († 2022)
- 1944 - Haïm Brezis, matematico francese († 2024)
- 1944 - Gerhard Frey, matematico tedesco
- 1944 - Antonio Kuk, calciatore e saggista italiano († 2022)
- 1944 - Robert Powell, attore britannico
- 1944 - Guy Scott, politico zambiano
- 1944 - Alberto Vivian, calciatore italiano († 1995)
- 1944 - Rafael Viñoly, architetto uruguaiano († 2023)
- 1945 - Marino Basso, ex ciclista su strada italiano
- 1945 - Gustavo Cisneros, imprenditore venezuelano († 2023)
- 1945 - Claudio Gregori, giornalista italiano
- 1945 - Ray Harford, calciatore e allenatore di calcio inglese († 2003)
- 1945 - Robert North, danzatore, coreografo e insegnante statunitense
- 1945 - Brian Oldfield, pesista statunitense († 2017)
- 1945 - Linda Scott, cantante statunitense
- 1945 - Frederica von Stade, mezzosoprano statunitense
- 1945 - Russ Webb, ex pallanuotista e nuotatore statunitense
- 1946 - Brian Cox, attore britannico
- 1946 - Doriano Crespan, calciatore italiano († 2011)
- 1946 - Micky Erbe, compositore statunitense († 2021)
- 1946 - Vincenzo Gueglio, scrittore e traduttore italiano († 2022)
- 1946 - Glyn Pardoe, calciatore e allenatore di calcio inglese († 2020)
- 1946 - Sue Prideaux, scrittrice e biografa britannica
- 1946 - Yūko Shiokawa, violinista giapponese
- 1946 - John Richard Urry, sociologo britannico († 2016)
- 1946 - Stefano d'Amico, scrittore e ex dirigente d'azienda italiano
- 1947 - Paolo Bagnoli, storico e politico italiano
- 1947 - Piergiorgio Bergonzi, politico italiano
- 1947 - Ron Dennis, imprenditore e dirigente sportivo britannico
- 1947 - Patrick Grainville, scrittore francese
- 1947 - Gerry Perry, ex tennista statunitense
- 1947 - Giuseppe Pogliani, politico italiano
- 1947 - Jonathan Pryce, attore britannico
- 1947 - Don Tapscott, manager, economista e docente canadese
- 1947 - Konstantin Wecker, cantautore, compositore e attore tedesco
- 1947 - Barry White, ex cestista e allenatore di pallacanestro statunitense
- 1947 - Ronnie Wood, chitarrista, bassista e pittore britannico
- 1947 - Mihai Șubă, scacchista rumeno
- 1948 - Paolo Ammoniaci, allenatore di calcio e ex calciatore italiano
- 1948 - Powers Boothe, attore statunitense († 2017)
- 1948 - Giovanni Carozzo, editore italiano († 2000)
- 1948 - Katja Ebbinghaus, ex tennista tedesca
- 1948 - Tomáš Halík, presbitero, filosofo e teologo ceco
- 1948 - Volodymyr Jacuba, politico ucraino
- 1948 - Marianna Krajčírová, ex ginnasta slovacca
- 1948 - Panfilo Lacson, politico, prefetto e poliziotto filippino
- 1948 - Abd al-Fattah Muru, politico e avvocato tunisino
- 1948 - Michel Plasse, hockeista su ghiaccio canadese († 2006)
- 1948 - Bonnie Sloan, ex giocatore di football americano statunitense
- 1948 - Tom Sneva, ex pilota automobilistico statunitense
- 1948 - Udomsilp Sornbutnark, ex calciatore thailandese
- 1949 - Irena Degutienė, politica lituana
- 1949 - Habib Essid, politico tunisino
- 1949 - Michael Joseph Hoeppner, vescovo cattolico statunitense
- 1949 - Mike Levine, bassista e tastierista canadese
- 1949 - Mu Tiezhu, cestista cinese († 2008)
- 1949 - Alejandro Semenewicz, calciatore argentino († 2024)
- 1949 - Seninho, calciatore portoghese († 2020)
- 1949 - Sonia de la Paz, ex cestista cubana
- 1950 - Tim Bishop, politico statunitense
- 1950 - Gemma Craven, attrice e cantante irlandese
- 1950 - Danilo Grossi, fumettista italiano
- 1950 - John M. Jackson, attore statunitense
- 1950 - Stefano Lepri, giornalista italiano
- 1950 - Gennadij Michajlovič Manakov, cosmonauta russo († 2019)
- 1950 - Michael McDowell, scrittore e sceneggiatore statunitense († 1999)
- 1950 - Juvencio Osorio, calciatore paraguaiano († 2023)
- 1950 - Furio Radin, politico croato
- 1950 - Tom Robinson, musicista, cantante e disc jockey britannico
- 1950 - Dennis Rofe, allenatore di calcio e ex calciatore inglese
- 1951 - Dodi Battaglia, chitarrista, cantautore e compositore italiano
- 1951 - Giuseppe Bruscolotti, ex calciatore e dirigente sportivo italiano
- 1951 - Pierangelo Congiu, ex canoista italiano
- 1951 - Barnaba Yousif Benham Habash, vescovo cattolico iracheno
- 1952 - Giovanni Barbagallo, politico italiano
- 1952 - Massimo Cialente, politico italiano
- 1952 - Giancarlo Dotto, giornalista e scrittore italiano
- 1952 - John Ellis, chitarrista, polistrumentista e compositore britannico
- 1952 - Şenol Güneş, allenatore di calcio e ex calciatore turco
- 1952 - Michel Kaham, allenatore di calcio e ex calciatore camerunese
- 1952 - Anatole Kaletsky, economista e giornalista inglese
- 1952 - Mihaela Loghin, ex pesista rumena
- 1952 - Graziano Musella, politico italiano
- 1952 - Gilberto Sacerdoti, poeta e traduttore italiano
- 1952 - Luciano Torani, tecnico del suono e produttore discografico italiano
- 1952 - Dennis Van Zant, ex cestista statunitense
- 1953 - Tim Bentinck, attore australiano
- 1953 - David Berkowitz, serial killer statunitense
- 1953 - Diana Canova, attrice statunitense
- 1953 - Michelle Hurst, attrice statunitense
- 1953 - João Marcos, calciatore brasiliano († 2020)
- 1953 - Caspar Memering, allenatore di calcio e ex calciatore tedesco
- 1953 - Joseph Merhi, regista, produttore cinematografico e sceneggiatore siriano
- 1953 - Giovanni Soldati, regista e sceneggiatore italiano
- 1954 - Nick Busick, wrestler statunitense († 2018)
- 1954 - Bartolo Fazio, politico italiano († 2019)
- 1954 - Mario Pappagallo, giornalista e scrittore italiano († 2022)
- 1954 - Torbjørn Svendsen, ex calciatore norvegese
- 1954 - Roberto Vichi, dirigente sportivo e ex calciatore italiano
- 1954 - Dan Zetterstrom, ornitologo e illustratore svedese
- 1955 - Chiyonofuji Mitsugu, lottatore di sumo giapponese († 2016)
- 1955 - Alejandro Moral Antón, religioso e presbitero spagnolo
- 1955 - Suresh Angadi, politico indiano († 2020)
- 1955 - Annabel Jankel, regista britannica
- 1955 - Anna La Rosa, giornalista e conduttrice televisiva italiana
- 1955 - Dietmar Millonig, ex mezzofondista austriaco
- 1955 - Lorraine Moller, ex maratoneta e mezzofondista neozelandese
- 1955 - Carlo Muraro, ex calciatore e allenatore di calcio italiano
- 1955 - Sepp Oberfrank, ex sciatore alpino italiano
- 1955 - Sandro Onofri, scrittore italiano († 1999)
- 1955 - Giuseppe Puca, mafioso italiano († 1989)
- 1955 - Dušan Savić, ex calciatore jugoslavo
- 1955 - David Schultz, ex wrestler e cacciatore di taglie statunitense
- 1955 - Evgenija Simonova, attrice sovietica
- 1955 - Tony Snow, politico, giornalista e conduttore radiofonico statunitense († 2008)
- 1956 - Mircea Cărtărescu, scrittore, poeta e saggista rumeno
- 1956 - Abdullah Çatlı, criminale e terrorista turco († 1996)
- 1956 - Giampiero Catone, politico e editore italiano
- 1956 - François Chérèque, sindacalista francese († 2017)
- 1956 - Gregg Harper, politico statunitense
- 1956 - Lisa Hartman, attrice e cantante statunitense
- 1956 - Tom Irwin, attore statunitense
- 1956 - Robin Mattson, attrice e conduttrice televisiva statunitense
- 1956 - Petra Morsbach, scrittrice tedesca
- 1956 - Louise Plowright, attrice inglese († 2016)
- 1956 - William Charles Skurla, arcivescovo cattolico statunitense
- 1957 - Tullio Avoledo, scrittore italiano
- 1957 - Dino Galparoli, ex calciatore italiano
- 1957 - John C. Hartigan, effettista statunitense († 2024)
- 1957 - Carlos Kiese, allenatore di calcio e ex calciatore paraguaiano
- 1957 - Hollis Resnik, attrice statunitense († 2022)
- 1957 - Ferid Rragami, ex calciatore albanese
- 1957 - Viktor Tjumenev, hockeista su ghiaccio sovietico († 2018)
- 1957 - Yasuhiro Yamashita, judoka giapponese
- 1958 - Barry Adamson, musicista britannico
- 1958 - Nambaryn Ėnhbajar, politico mongolo
- 1958 - Michael Landau, chitarrista statunitense
- 1958 - Henadz' Valjukevič, triplista bielorusso († 2019)
- 1958 - Ernesto Vinante, fondista e nuotatore italiano
- 1958 - Jon Wozencroft, grafico inglese
- 1959 - Fabio Alverà, giocatore di curling italiano
- 1959 - Roland van den Bergh, ex cestista olandese
- 1959 - Antonio Bicchi, scienziato italiano
- 1959 - Martin Brundle, ex pilota automobilistico e commentatore televisivo britannico
- 1959 - Deirdre Clune, politica irlandese
- 1959 - Rodolfo Coria, paleontologo argentino
- 1959 - Pippo Delbono, attore e regista italiano
- 1959 - Hassan Diab, politico libanese
- 1959 - David Hughes, ex giocatore di football americano statunitense
- 1959 - Nadežda Kadyševa, cantante russa
- 1959 - Alfred Adewale Martins, arcivescovo cattolico nigeriano
- 1959 - Thierry Rey, ex judoka francese
- 1959 - Peter Skinner, ex politico britannico
- 1959 - Ian Stokell, sceneggiatore, produttore cinematografico e regista britannico
- 1959 - Fiorenzo Treossi, dirigente sportivo e ex arbitro di calcio italiano
- 1959 - Alan Wilder, compositore, arrangiatore e produttore discografico britannico
- 1959 - Patrick d'Assumçao, attore francese
- 1960 - Chira Apostol, ex canottiera rumena
- 1960 - Alan Davidson, allenatore di calcio, ex calciatore e ex giocatore di calcio a 5 australiano
- 1960 - Tulio Díaz, ex schermidore cubano
- 1960 - Simon Gallup, bassista britannico
- 1960 - Mikael Håfström, regista e sceneggiatore svedese
- 1960 - Vladimir Krutov, hockeista su ghiaccio sovietico († 2012)
- 1960 - Laura Lattuada, attrice e conduttrice televisiva italiana
- 1960 - Lucy McBath, politica e attivista statunitense
- 1960 - Elena Muchina, ginnasta sovietica († 2006)
- 1960 - Semir Osmanagić, imprenditore e scrittore bosniaco
- 1960 - José Mário Scalon Angonese, arcivescovo cattolico brasiliano
- 1960 - Marta Starowicz, ex cestista polacca
- 1961 - Borce Atanasovski, ex giocatore di calcio a 5 australiano
- 1961 - Jacky Bonnevay, allenatore di calcio e ex calciatore francese
- 1961 - Paul Coffey, ex hockeista su ghiaccio canadese
- 1961 - Rubén Espinoza, ex calciatore cileno
- 1961 - Peter Machajdík, compositore slovacco
- 1961 - Evgenij Prigožin, imprenditore e politico russo († 2023)
- 1961 - Jasmin Repeša, allenatore di pallacanestro jugoslavo
- 1961 - Pasquale Rodomonti, ex arbitro di calcio italiano
- 1961 - Sophie Rois, attrice austriaca
- 1961 - Gabi Zange, ex pattinatrice di velocità su ghiaccio tedesca
- 1962 - Greg Abel, imprenditore canadese
- 1962 - Goran Alar, ex calciatore croato
- 1962 - Paolo De Simoni, allenatore di calcio a 5, ex giocatore di calcio a 5 e ex calciatore italiano
- 1962 - Roberto Di Giovan Paolo, politico e giornalista italiano
- 1962 - Sherri Howard, ex velocista statunitense
- 1962 - József Jacsó, ex sollevatore ungherese
- 1962 - Petrit Kozeli, fotografo e artigiano albanese
- 1962 - Wilfredo Ruiz, ex cestista uruguaiano
- 1962 - Adriean Videanu, politico e imprenditore rumeno
- 1963 - Luis Almagro, avvocato, diplomatico e politico uruguaiano
- 1963 - Marco Calonaci, allenatore di calcio e ex calciatore italiano
- 1963 - Brian Goodman, attore, regista e sceneggiatore statunitense
- 1963 - Mirel Josa, allenatore di calcio e ex calciatore albanese
- 1963 - Mike Joyce, musicista inglese
- 1963 - Larisa Kurikša, ex cestista sovietica
- 1963 - Juan Manuel Llop, allenatore di calcio e ex calciatore argentino
- 1963 - Marco Mazza, ex calciatore sammarinese
- 1963 - Maurizio Miranda, allenatore di calcio e ex calciatore italiano
- 1963 - Baby Pozzi, ex attrice pornografica italiana
- 1963 - Qiu Chen, ex cestista cinese
- 1963 - Madlena Staneva, ex cestista bulgara
- 1963 - Christophe Tiozzo, ex pugile francese
- 1964 - Bunny Bleu, ex attrice pornografica statunitense
- 1964 - Bruno Casanova, pilota motociclistico italiano
- 1964 - Norberto De Angelis, ex giocatore di football americano italiano
- 1964 - Rubén Gorospe, ex ciclista su strada e dirigente sportivo spagnolo
- 1964 - Mihoko Iwaya, ex calciatrice giapponese
- 1964 - Christian Laurin, attore canadese
- 1964 - Giovanni Liverani, manager italiano
- 1964 - Nathalie Loiseau, politica e diplomatica francese
- 1964 - Peter Maes, allenatore di calcio e ex calciatore belga
- 1964 - Yolitzin Martínez, ex schermitrice messicana
- 1964 - Mauricio Rivas, ex schermidore colombiano
- 1964 - David Rudman, burattinaio statunitense
- 1964 - Jainal Antel Sali Jr., rivoluzionario filippino († 2007)
- 1964 - Marc Tarpenning, ingegnere e imprenditore statunitense
- 1964 - Hitoshi Tomishima, ex calciatore giapponese
- 1964 - Trischa Zorn, nuotatrice statunitense
- 1965 - India Allen, attrice e modella statunitense
- 1965 - Bryan Colangelo, dirigente sportivo statunitense
- 1965 - Fabio Di Celmo, imprenditore italiano († 1997)
- 1965 - Corey Gaines, allenatore di pallacanestro e ex cestista statunitense
- 1965 - Andrew Havill, attore britannico
- 1965 - Alexander Kølpin, ex ballerino e attore danese
- 1965 - Larisa Lazutina, ex fondista russa
- 1965 - Ol'ga Nazarova, ex velocista russa
- 1965 - Giona A. Nazzaro, critico cinematografico e scrittore svizzero
- 1965 - Oscar Polli, pilota di rally e pilota motociclistico italiano
- 1965 - José Luis Ribera, allenatore di calcio e ex calciatore spagnolo
- 1965 - Christopher Rush, illustratore statunitense († 2016)
- 1965 - Nigel Short, scacchista britannico
- 1966 - Subul Babo, ex velocista papuano
- 1966 - Abel Balbo, allenatore di calcio, dirigente sportivo e ex calciatore argentino
- 1966 - Stefan Böger, allenatore di calcio e ex calciatore tedesco orientale
- 1966 - Sheri Holman, scrittrice e sceneggiatrice statunitense
- 1966 - Petra Kammerevert, politica tedesca
- 1966 - Fabiola Paoletti, ex maratoneta italiana
- 1966 - Sven Rothenberger, cavaliere tedesco
- 1966 - Greg Schiano, ex giocatore di football americano e allenatore di football americano statunitense
- 1966 - Mauricio Soria, allenatore di calcio e ex calciatore boliviano
- 1966 - Heike Warnicke, ex pattinatrice di velocità su ghiaccio tedesca
- 1967 - Ash, regista, sceneggiatore e produttore cinematografico britannico
- 1967 - Girolamo Bizzarri, allenatore di calcio e ex calciatore italiano
- 1967 - Olivier Delaître, ex tennista francese
- 1967 - Ray Fearon, attore britannico
- 1967 - Gérson Caçapa, allenatore di calcio e ex calciatore brasiliano
- 1967 - Ricky Dean Logan, attore statunitense
- 1967 - Tommaso Ragno, attore italiano
- 1967 - Roger Sanchez, disc jockey e produttore discografico statunitense
- 1968 - Paolo Di Sarno, allenatore di calcio e ex calciatore italiano
- 1968 - Jason Donovan, cantante e attore australiano
- 1968 - Patrick Graham, scrittore francese
- 1968 - Eva Guidi, politica sammarinese
- 1968 - Petrus Haraseb, ex calciatore namibiano
- 1968 - Ronan Leaustic, ex arbitro di calcio francese
- 1968 - Stefan Minkwitz, allenatore di calcio e ex calciatore tedesco orientale
- 1968 - Yui Natsukawa, attrice e modella giapponese
- 1968 - Brian Oliver, ex cestista statunitense
- 1968 - Sam Pam, ex calciatore nigeriano
- 1968 - Mathias Rust, aviatore e attivista tedesco
- 1968 - William Stravato, chitarrista e compositore italiano
- 1968 - Elena Sedina, scacchista ucraina
- 1968 - Kenan Şimşek, ex lottatore turco
- 1969 - Keith Allan, attore e sceneggiatore statunitense
- 1969 - Tony Bennett, ex cestista e allenatore di pallacanestro statunitense
- 1969 - Andy Bloch, giocatore di poker statunitense
- 1969 - Mary Calvi, giornalista statunitense
- 1969 - Roberto Deriu, politico italiano
- 1969 - Luis García Postigo, ex calciatore messicano
- 1969 - Moisés García Fernández, allenatore di calcio e ex calciatore spagnolo
- 1969 - Marian Ivan, ex calciatore rumeno
- 1969 - Siv Jensen, politica norvegese
- 1969 - Tom Kempers, ex tennista olandese
- 1969 - Rene Liu, attrice e cantante taiwanese
- 1969 - Damon Minchella, bassista britannico
- 1969 - Teri Polo, attrice, attivista e modella statunitense
- 1969 - José María Quevedo, allenatore di calcio e ex calciatore spagnolo
- 1969 - Taylor St. Clair, ex attrice pornografica statunitense
- 1970 - Lorenzo Alberti, cestista italiano († 2007)
- 1970 - Sandro Bonvissuto, scrittore italiano
- 1970 - Miky Boselli, conduttore radiofonico, disc jockey e attore teatrale italiano
- 1970 - Dimitri Coin, politico italiano
- 1970 - Allison Dean, attrice e ex modella statunitense
- 1970 - Eddy Etaeta, allenatore di calcio e ex calciatore francese
- 1970 - Takuya Jin'no, allenatore di calcio e ex calciatore giapponese
- 1970 - Alexi Lalas, dirigente sportivo e ex calciatore statunitense
- 1970 - Volodymyr Levin, imprenditore e dirigente sportivo ucraino
- 1970 - R. Madhavan, attore, sceneggiatore e produttore cinematografico indiano
- 1970 - Paula Malcomson, attrice britannica
- 1970 - Shane Matthews, ex giocatore di football americano statunitense
- 1970 - Karen Mulder, supermodella olandese
- 1970 - Alessandro Orlando, allenatore di calcio e ex calciatore italiano
- 1970 - Oranda Rodríguez, ex cestista spagnola
- 1970 - Ian Rotten, wrestler statunitense
- 1970 - Arlene Sierra, compositrice statunitense
- 1971 - Pasquale Aleardi, attore e cantante svizzero
- 1971 - Monica Anghel, cantante rumena
- 1971 - Lars Bakkerud, allenatore di calcio e ex calciatore norvegese
- 1971 - Cristina Barsacchi, attrice italiana
- 1971 - Markus Fagerudd, compositore finlandese
- 1971 - Erik Imler, ex calciatore statunitense
- 1971 - Mike Jones, sceneggiatore statunitense
- 1971 - Francesco Marcolini, velista italiano
- 1971 - Jurij Mjškovets, sollevatore russo
- 1971 - Armando Pantanelli, dirigente sportivo, allenatore di calcio e ex calciatore italiano
- 1971 - Simone Pillon, politico italiano
- 1971 - Luca Riccitelli, pilota automobilistico italiano
- 1971 - Tony Sanneh, ex calciatore statunitense
- 1971 - Richiard Vanigli, allenatore di calcio e ex calciatore italiano
- 1971 - Ghil'ad Zuckermann, linguista, glottologo e lessicografo israeliano
- 1972 - Mokhtar Belmokhtar, guerrigliero e terrorista algerino († 2016)
- 1972 - Daniel Casey, attore britannico
- 1972 - Ascanio Celestini, attore teatrale, regista cinematografico e scrittore italiano
- 1972 - Saverio Coltellacci, ex cestista italiano
- 1972 - Mike Dunham, allenatore di hockey su ghiaccio e ex hockeista su ghiaccio statunitense
- 1972 - Robert Gitelman, disc-jockey israeliano
- 1972 - Rick Gomez, attore statunitense
- 1972 - Miroslav König, ex calciatore slovacco
- 1972 - Shae Marks, modella e attrice statunitense
- 1972 - Natal'ja Meščerjakova, ex nuotatrice sovietica
- 1972 - Mindy Smith, cantautrice statunitense
- 1972 - Yumi Tōmei, ex calciatrice giapponese
- 1973 - Lee Cronin, regista, sceneggiatore e produttore cinematografico irlandese
- 1973 - Frederik Deburghgraeve, ex nuotatore belga
- 1973 - Adam Garcia, attore, cantante e ballerino australiano
- 1973 - Heidi Klum, supermodella, stilista e conduttrice televisiva tedesca
- 1973 - Ricarda Kuypers, ex cestista tedesca
- 1973 - Greg Meldrum, ex cestista canadese
- 1973 - Ali Mirzaostovari, ex calciatore iraniano
- 1973 - Cédric Ragot, designer francese († 2015)
- 1973 - Simona Rolandi, giornalista e conduttrice televisiva italiana
- 1973 - Mauro Rossi, ex ostacolista italiano
- 1973 - Caroline Schneider, ex tennista tedesca
- 1973 - Kōji Shiraishi, regista giapponese
- 1973 - Anna Thalbach, attrice tedesca
- 1973 - Soraya Thronicke, politica brasiliana
- 1973 - Jason Truby, chitarrista statunitense
- 1973 - David Venditti, ex rugbista a 15 e allenatore di rugby a 15 francese
- 1974 - Mohamad Al-Modiahki, scacchista qatariota
- 1974 - Luca Aquino, trombettista e compositore italiano
- 1974 - Chung Jae-hun, arciere sudcoreano
- 1974 - Francesco Colella, attore italiano
- 1974 - Costantino D'Orazio, storico dell'arte e saggista italiano
- 1974 - Cornelius Huggins, allenatore di calcio e ex calciatore sanvincentino
- 1974 - Min Li Marti, editrice e politica svizzera
- 1974 - Alanis Morissette, cantautrice, attrice e musicista canadese
- 1974 - Michael Rasmussen, ex mountain biker, ciclista su strada e dirigente sportivo danese
- 1974 - Melissa Sagemiller, attrice statunitense
- 1974 - Jérôme Vareille, ex calciatore francese
- 1974 - Akīs Zīkos, ex calciatore greco
- 1975 - Joanna Ampil, attrice e cantante filippina
- 1975 - Angela Perez Baraquio, modella e attivista statunitense
- 1975 - Gareth Edwards, regista, sceneggiatore e effettista britannico
- 1975 - José Gaspar da Silva Azevedo, ex calciatore portoghese
- 1975 - Bryan Konietzko, sceneggiatore e produttore cinematografico statunitense
- 1975 - Kate Magowan, attrice britannica
- 1975 - Karnam Malleswari, ex sollevatrice indiana
- 1975 - Nikol Pashinyan, politico e giornalista armeno
- 1975 - Frauke Petry, politica tedesca
- 1975 - Ēriks Rags, ex giavellottista lettone
- 1976 - Lorenzo Bertini, canottiere italiano
- 1976 - Pёtr Buslov, regista russo
- 1976 - Lars Conrad, ex nuotatore tedesco
- 1976 - Peter Cornell, ex cestista statunitense
- 1976 - Marlon Devonish, ex velocista britannico
- 1976 - Sally El Hosaini, regista e sceneggiatrice britannica
- 1976 - Sharonne, attore, cantante e personaggio televisivo spagnola
- 1976 - Patrick Gilmore, attore canadese
- 1976 - Kristine Heggelund, ex sciatrice alpina norvegese
- 1976 - Bernd Kruel, ex cestista tedesco
- 1976 - Joanna Mallah, cantante libanese
- 1976 - Álex da Rosa, ex calciatore brasiliano
- 1976 - Alexander Scheer, attore tedesco
- 1976 - Mats Trygg, hockeista su ghiaccio norvegese
- 1977 - Bashar Bani Yaseen, ex calciatore giordano
- 1977 - Chris Boshuizen, fisico e imprenditore australiano
- 1977 - Sarah Wayne Callies, attrice statunitense
- 1977 - Christian Ditter, regista e sceneggiatore tedesco
- 1977 - Danielle Harris, attrice e doppiatrice statunitense
- 1977 - Guzel' Jachina, scrittrice e sceneggiatrice russa
- 1977 - Ramiro Leone, ex calciatore argentino
- 1977 - Dorvalino Alves Maciel, ex calciatore brasiliano
- 1977 - Vito Piccinonna, vescovo cattolico italiano
- 1977 - Vicki Richter, ex attrice pornografica e modella statunitense
- 1977 - Jón Jósep Snæbjörnsson, cantante islandese
- 1977 - James Storm, wrestler statunitense
- 1977 - Predrag Šuput, ex cestista serbo
- 1978 - Nerijus Barasa, ex calciatore lituano
- 1978 - Hasna Benhassi, mezzofondista marocchina
- 1978 - Michael Cummins, allenatore di calcio e calciatore irlandese
- 1978 - Ignas Dedura, ex calciatore lituano
- 1978 - Pierre Deladonchamps, attore francese
- 1978 - Antonietta Di Martino, ex altista e ex militare italiana
- 1978 - Bryan Dick, attore inglese
- 1978 - Veronica Raimo, scrittrice e traduttrice italiana
- 1978 - Aleksandar Šapić, ex pallanuotista e politico serbo
- 1978 - Danilo Zini, ex calciatore italiano
- 1978 - Dovilė Šakalienė, politica lituana
- 1979 - Stefania Andreoli, psicoterapeuta e scrittrice italiana
- 1979 - Julien Bontemps, velista francese
- 1979 - TheFatRat, disc jockey e musicista tedesco
- 1979 - Lolita Chakrabarti, drammaturga e attrice britannica
- 1979 - Milan Davidov, ex calciatore serbo
- 1979 - Mario Méndez, ex calciatore messicano
- 1979 - Santana Moss, ex giocatore di football americano statunitense
- 1979 - Ladislav Nagy, hockeista su ghiaccio slovacco
- 1979 - Craig Olejnik, attore canadese
- 1979 - Markus Persson, autore di videogiochi e imprenditore svedese
- 1979 - Stefano Rosso, stilista, imprenditore e dirigente sportivo italiano
- 1979 - António Semedo, ex calciatore portoghese
- 1979 - Yang Dong-geun, cantante e attore sudcoreano
- 1979 - Diego de la Vega, ex calciatore argentino
- 1980 - Ruslan Abbasov, ex calciatore azero
- 1980 - Lee Byrne, rugbista a 15 gallese
- 1980 - Mitsuru Chiyotanda, ex calciatore giapponese
- 1980 - Geisa Coutinho, velocista brasiliana
- 1980 - Arne Dankers, ex pattinatore di velocità su ghiaccio canadese
- 1980 - Martin Devaney, ex calciatore inglese
- 1980 - Roberta Di Lorenzo, cantautrice italiana
- 1980 - Andrea Gentile, politico italiano
- 1980 - Oliver James, attore e musicista britannico
- 1980 - Masaya Kikawada, attore giapponese
- 1980 - Brent Lakatos, atleta paralimpico canadese
- 1980 - Johann Muller, rugbista a 15 sudafricano
- 1980 - Ağası Məmmədov, ex pugile azero
- 1980 - Mattias Weinhandl, ex hockeista su ghiaccio svedese
- 1980 - Jason Woliner, regista, sceneggiatore e attore statunitense
- 1981 - Brandi Carlile, cantautrice e produttrice discografica statunitense
- 1981 - Jonathan Coeffic, canottiere francese
- 1981 - Axel Kjäll, allenatore di calcio, dirigente sportivo e ex calciatore svedese
- 1981 - Thorben Marx, ex calciatore tedesco
- 1981 - Cyron Melville, attore, musicista e cantante danese
- 1981 - Dorina Mihai, schermitrice rumena
- 1981 - Mattia Mor, politico, attore e dirigente d'azienda italiano
- 1981 - Hawar Mulla Mohammed, ex calciatore iracheno
- 1981 - Smush Parker, ex cestista statunitense
- 1981 - Amy Schumer, comica, attrice e sceneggiatrice statunitense
- 1981 - Manley Tabe, ex calciatore vanuatuano
- 1981 - Chris Williams, ex calciatore canadese
- 1981 - Jan Štěrba, canoista ceco
- 1982 - Waleed Jahdali, calciatore saudita
- 1982 - Daniel Lopes Cruz, ex calciatore brasiliano
- 1982 - Justine Henin, allenatrice di tennis e ex tennista belga
- 1982 - Mehdi Kamrani, cestista iraniano
- 1982 - Domenic Mediate, ex calciatore statunitense
- 1982 - Matt Moussilou, ex calciatore francese
- 1982 - Eleazaro Rossi, comico e conduttore televisivo italiano
- 1982 - Deirdre Ryan, ex altista irlandese
- 1982 - Aerick Sanders, ex cestista e allenatore di pallacanestro statunitense
- 1982 - Taikai Uemoto, ex calciatore giapponese
- 1982 - Betsy Wolfe, attrice teatrale e cantante statunitense
- 1983 - Lauren Breadmore, ex tennista australiana
- 1983 - Sylvia Hoeks, attrice e modella olandese
- 1983 - Michal Hubník, allenatore di calcio e ex calciatore ceco
- 1983 - Abderazzak Jadid, allenatore di calcio e ex calciatore marocchino
- 1983 - Fabien Laurenti, ex calciatore francese
- 1983 - Ilie Daniel Popescu, ex ginnasta rumeno
- 1983 - Moustapha Salifou, calciatore togolese
- 1983 - Jeremy Transue, ex sciatore alpino statunitense
- 1983 - Orlin Vallecillo, calciatore honduregno
- 1983 - Renzo Vera, ex calciatore argentino
- 1984 - Jean Beausejour, ex calciatore cileno
- 1984 - Jean-Claude Bozga, ex calciatore rumeno
- 1984 - Patrick Bussler, ex snowboarder tedesco
- 1984 - Nathan Coe, ex calciatore australiano
- 1984 - Jeffrey Frisch, ex sciatore alpino italiano
- 1984 - Nikki Glaser, comica, attrice e conduttrice radiofonica statunitense
- 1984 - Taylor Handley, attore statunitense
- 1984 - Takuya Izawa, pilota automobilistico giapponese
- 1984 - Timur Kurilkin, generale russo
- 1984 - Darko Lukanović, ex calciatore svedese
- 1984 - Ulrick Lupède, ex calciatore francese
- 1984 - Petr Malý, ex calciatore ceco
- 1984 - Naidangiin Tüvshinbayar, judoka mongolo
- 1984 - David Neville, velocista statunitense
- 1984 - Jorge Antonio Ortiz, ex calciatore boliviano
- 1984 - Rodrigo Riquelme, ex calciatore paraguaiano
- 1984 - Frank Robinson, ex cestista statunitense
- 1984 - Stéphane Sessègnon, ex calciatore beninese
- 1984 - Ygor, ex calciatore brasiliano
- 1985 - Rodolph Austin, ex calciatore giamaicano
- 1985 - José Fernando Cuadrado, ex calciatore colombiano
- 1985 - Julien El Fares, ex ciclista su strada francese
- 1985 - Kalililo Kakonje, ex calciatore zambiano
- 1985 - Ashley Key, ex cestista statunitense
- 1985 - Alessandro Maestri, giocatore di baseball italiano
- 1985 - Mário Hipólito, calciatore angolano
- 1985 - Amandine Mauricette, pallavolista francese
- 1985 - Nikos Papanikolaou, cestista greco
- 1985 - Sandra Pavón, ex cestista argentina
- 1985 - Elena Perino, doppiatrice italiana
- 1985 - Skuba Libre, rapper italiano
- 1985 - Tamara Todevska, cantante macedone
- 1985 - Anthony Tolliver, ex cestista statunitense
- 1985 - Shūto Yamamoto, ex calciatore giapponese
- 1985 - Nick Young, ex cestista statunitense
- 1985 - Sam Young, ex cestista statunitense
- 1985 - Alina l'Ami, scacchista rumena
- 1986 - Ricardo Abarca, attore e cantante messicano
- 1986 - Ciise Abshir, calciatore somalo
- 1986 - Maida Andrenacci, attrice argentina
- 1986 - Anna Haag, fondista svedese
- 1986 - Hiroki Iikura, calciatore giapponese
- 1986 - Hansel Maiava, ex calciatore samoano americano
- 1986 - Shakira Martin, modella giamaicana († 2016)
- 1986 - Moses Masai, mezzofondista e maratoneta keniota
- 1986 - Dayana Mendoza, modella venezuelana
- 1986 - Elisa Montemagni, politica italiana
- 1986 - Chrīstos Mpourmpos, ex calciatore greco
- 1986 - Chinedu Obasi, ex calciatore nigeriano
- 1986 - Marscilla Packer, ex cestista statunitense
- 1986 - Alessio Puccio, doppiatore, direttore del doppiaggio e attore italiano
- 1986 - Kiel Reijnen, ex ciclista su strada statunitense
- 1986 - Vittoria Repice, pallavolista italiana
- 1986 - Orhan Şam, allenatore di calcio e ex calciatore turco
- 1986 - Skream, musicista e disc jockey inglese
- 1986 - Ben Smith, rugbista a 15 neozelandese
- 1986 - Nicholas Woodbridge, pentatleta britannico
- 1987 - Loïc Akono, ex cestista della Repubblica del Congo
- 1987 - Vittorio Bissaro, velista italiano
- 1987 - Niccolò Falsetti, regista e sceneggiatore italiano
- 1987 - Sterling Grant, ex sciatrice alpina statunitense
- 1987 - Zoltán Harsányi, calciatore slovacco
- 1987 - Simeon Jackson, ex calciatore canadese
- 1987 - Jerel McNeal, ex cestista statunitense
- 1987 - Eduardo Morante, ex calciatore ecuadoriano
- 1987 - Yarisley Silva, astista cubana
- 1987 - Bryan Staring, pilota motociclistico australiano
- 1987 - Dan Williams, giocatore di football americano statunitense
- 1988 - Nelsa Alves, modella angolana
- 1988 - Christine and the Queens, cantautore e pianista francese
- 1988 - Sacha Clémence, ex calciatore francese
- 1988 - Michal Ďuriš, calciatore slovacco
- 1988 - Domagoj Duvnjak, pallamanista croato
- 1988 - Leandro Garcia Pereira, ex giocatore di calcio a 5 brasiliano
- 1988 - Christoph Gross, ex giocatore di football americano austriaco
- 1988 - Javier Hernández, calciatore messicano
- 1988 - Jean Carioca, ex calciatore brasiliano
- 1988 - Bela Khotenashvili, scacchista georgiana
- 1988 - Simon Larsen, ex calciatore norvegese
- 1988 - Romain Maitre, pilota motociclistico francese
- 1988 - Mancuso, giocatore di calcio a 5 brasiliano
- 1988 - Jamie Mole, ex calciatore inglese
- 1988 - David Myrie, ex calciatore costaricano
- 1988 - Natalie Rooney, tiratrice a volo neozelandese
- 1988 - Nami Tamaki, cantante pop giapponese
- 1988 - Mychel Thompson, ex cestista e allenatore di pallacanestro statunitense
- 1988 - João Vitor Lima Gomes, ex calciatore brasiliano
- 1988 - Alexis Vuillermoz, ex ciclista su strada e ex mountain biker francese
- 1989 - Chaisson Allen, ex cestista e allenatore di pallacanestro statunitense
- 1989 - Almir Bekić, calciatore bosniaco
- 1989 - Emma Cannon, cestista statunitense
- 1989 - Audie Cole, giocatore di football americano statunitense
- 1989 - Kane Douglas, rugbista a 15 australiano
- 1989 - Karol Hoffmann, triplista polacco
- 1989 - Natalija Hončarova, pallavolista ucraina
- 1989 - Glorija Kotnik, snowboarder slovena
- 1989 - Lucia Krč-Turbová, ex cestista slovacca
- 1989 - Ariana Kukors, ex nuotatrice statunitense
- 1989 - Brooklyn Lee, ex attrice pornografica statunitense
- 1989 - Sammy Alex Mutahi, mezzofondista keniota
- 1989 - Meisam Nassiri, lottatore iraniano
- 1989 - Rafith Rodríguez, mezzofondista colombiano
- 1989 - Kjell Rune Sellin, calciatore norvegese
- 1989 - Jonathan Tinhan, ex calciatore francese
- 1989 - Jonathan Tornato, cestista francese
- 1989 - Zomboy, disc jockey e produttore discografico britannico
- 1989 - Jahor Zubovič, calciatore bielorusso
- 1989 - Selin Şekerci, attrice turca
- 1990 - Eldos Ahmetov, ex calciatore kazako
- 1990 - Miller Bolaños, calciatore ecuadoriano
- 1990 - Kennie Chopart, calciatore danese
- 1990 - Megan Cyr, pallavolista canadese
- 1990 - Bianca Ghelber, martellista rumena
- 1990 - Roman Josi, hockeista su ghiaccio svizzero
- 1990 - Leōnidas Kaselakīs, cestista greco
- 1990 - Petar Krsmanović, pallavolista serbo
- 1990 - Kasia Lins, cantante polacca
- 1990 - Simen Melhus, giocatore di calcio a 5 e calciatore norvegese
- 1990 - Ezequiel Parnisari, calciatore argentino
- 1990 - Miloš Stamenković, calciatore serbo
- 1990 - Drew Sycamore, cantante danese
- 1990 - Kenneth Vanbilsen, ex ciclista su strada belga
- 1990 - Nahki Wells, calciatore bermudiano
- 1990 - Arkadiusz Woźniak, calciatore polacco
- 1990 - Stefan Živković, calciatore serbo
- 1991 - Edwin Baker, giocatore di football americano statunitense
- 1991 - Zazie Beetz, attrice e modella statunitense
- 1991 - Thierry Bin, calciatore francese
- 1991 - Matteo Compagnoni, ex pattinatore di short track italiano
- 1991 - Ali Al-Dhanhani, calciatore emiratino
- 1991 - Micah Lea'alafa, calciatore e giocatore di calcio a 5 salomonese
- 1991 - Marco Mugnaini, pallanuotista italiano
- 1991 - Sindre Myrvold Welo, giocatore di calcio a 5 e calciatore norvegese
- 1991 - Nestoras Mytidīs, calciatore cipriota
- 1991 - Sally Peers, ex tennista australiana
- 1991 - Amy Pieters, ciclista su strada e pistard olandese
- 1991 - Kristoffer Stephensen, ex giocatore di calcio a 5 e calciatore norvegese
- 1991 - Ángel Tejeda, calciatore honduregno
- 1991 - Kevin van Veen, calciatore olandese
- 1992 - Dixon Arroyo, calciatore ecuadoriano
- 1992 - Ahmed Awad, calciatore svedese
- 1992 - Brian Cook, pallavolista statunitense
- 1992 - Iskandar Dzhalilov, ex calciatore tagiko
- 1992 - Olga García, calciatrice spagnola
- 1992 - Clayton Geathers, giocatore di football americano statunitense
- 1992 - Agustín Jara, calciatore argentino
- 1992 - Alaba Jonathan, calciatrice nigeriana
- 1992 - Boulevard Depo, rapper russo
- 1992 - Mabululu, calciatore angolano
- 1992 - Jenna McDougall, cantante australiana
- 1992 - Xavier Munford, cestista statunitense
- 1992 - Aleš Nešický, calciatore ceco
- 1992 - Alejandra Onieva, attrice e modella spagnola
- 1992 - Alicia Perrin, pallavolista canadese
- 1992 - Kira Plastinina, stilista russa
- 1992 - Rubén Sobrino, calciatore spagnolo
- 1992 - Gianmarco Tamberi, altista italiano
- 1992 - Simone Tatonetti, giocatore di calcio a 5 italiano
- 1993 - Martin Bakole, pugile della Repubblica Democratica del Congo
- 1993 - Allison Beveridge, ex pistard e ciclista su strada canadese
- 1993 - Raban Bieling, attore tedesco
- 1993 - Buba Camara, calciatore guineano
- 1993 - Reshanda Gray, cestista statunitense
- 1993 - Artëm Komolov, cestista russo
- 1993 - Jacopo Lahbi, mezzofondista italiano
- 1993 - Kelvin Mateus de Oliveira, calciatore brasiliano
- 1993 - Miguel Medina, calciatore paraguaiano
- 1993 - Mauroudīs Mpougaïdīs, calciatore greco
- 1993 - Johnny O'Bryant, cestista statunitense
- 1993 - Mercedes Ron, scrittrice spagnola
- 1993 - George Saville, calciatore inglese
- 1993 - P.J. Williams, giocatore di football americano statunitense
- 1994 - Mohamed Abdelmawgoud, judoka egiziano
- 1994 - Patrick Burgener, snowboarder svizzero
- 1994 - Lucas Colitto, calciatore argentino
- 1994 - Giorgian De Arrascaeta, calciatore uruguaiano
- 1994 - Mehmet Dolas, taekwondoka turco
- 1994 - Andrea Elia, fondista di corsa in montagna italiano
- 1994 - Sarita Gayakwad, velocista e ostacolista indiana
- 1994 - Ella-Maria Gollmer, attrice tedesca
- 1994 - Angharad James, calciatrice gallese
- 1994 - Dawn, cantante e rapper sudcoreano
- 1994 - Elijah McGuire, giocatore di football americano statunitense
- 1994 - Codi Miller-McIntyre, cestista statunitense
- 1994 - Atsu Nyamadi, multiplista e triplista ghanese
- 1994 - Joris van Overeem, calciatore olandese
- 1994 - Bradley Pinion, giocatore di football americano statunitense
- 1994 - Harold Preciado, calciatore colombiano
- 1994 - Robert Páez, tuffatore venezuelano
- 1994 - Gelvis Solano, cestista statunitense
- 1995 - Burhan Akbudak, lottatore turco
- 1995 - Abdulrahman Al-Aboud, calciatore saudita
- 1995 - Sarah Atcho, velocista svizzera
- 1995 - Markus Blutsch, calciatore austriaco
- 1995 - Nora Grieg Christensen, ex sciatrice alpina norvegese
- 1995 - Drew Duffy, ex sciatore alpino statunitense
- 1995 - Federico Fuligni, pilota motociclistico italiano
- 1995 - Carlos Castro García, ex calciatore spagnolo
- 1995 - Mahmoud Hamdy, calciatore egiziano
- 1995 - Tim Hronek, sciatore freestyle tedesco
- 1995 - Mario Jurčević, calciatore sloveno
- 1995 - Polina Popova, modella russa
- 1995 - E.J. Speed, giocatore di football americano statunitense
- 1995 - Carl Starfelt, calciatore svedese
- 1995 - Peter John Stevens, nuotatore sloveno
- 1995 - Sada Thioub, calciatore francese
- 1996 - Andrea Argenta, pallavolista italiano
- 1996 - Cengiz Arslan, lottatore turco
- 1996 - Molly Bartrip, calciatrice inglese
- 1996 - Matteo Cairoli, pilota automobilistico italiano
- 1996 - Kameron Chatman, cestista statunitense
- 1996 - Valérie Gauvin, allenatrice di calcio e ex calciatrice francese
- 1996 - Edvinas Gertmonas, calciatore lituano
- 1996 - Anna Gümpel, attrice italiana
- 1996 - Tom Holland, attore britannico
- 1996 - Idris Mbombo, calciatore della Repubblica Democratica del Congo
- 1996 - Luca Kozák, ostacolista ungherese
- 1996 - Blaž Kramer, calciatore sloveno
- 1996 - Maksim Kuz'min, calciatore russo
- 1996 - Vinko Međimorec, calciatore croato
- 1996 - Adam Mitchell, calciatore croato
- 1996 - Pongsatorn Sripinta, attore thailandese
- 1996 - Christian Oliva, calciatore uruguaiano
- 1996 - Francesco Patanè, attore italiano
- 1996 - Wayne Stewart, cestista statunitense
- 1996 - Aıbol Ábiken, calciatore kazako
- 1997 - DeAndre Abram, cestista statunitense
- 1997 - Zakaria Boulahia, calciatore algerino
- 1997 - Stephanie Currie, ex sciatrice alpina canadese
- 1997 - Dario De Caro, mezzofondista italiano
- 1997 - Youssef En-Nesyri, calciatore marocchino
- 1997 - Ahmed Hamed, pentatleta egiziano
- 1997 - Anuoluwapo Juwon Opeyori, giocatore di badminton nigeriano
- 1997 - Islom Qobilov, calciatore uzbeko
- 1997 - Alberto Toril, calciatore spagnolo
- 1997 - Nicolás de la Cruz, calciatore uruguaiano
- 1997 - Volodymyr Šepeljev, calciatore ucraino
- 1998 - Monetočka, cantautrice russa
- 1998 - Branimir Kalaica, calciatore croato
- 1998 - Andreas Kron, ciclista su strada danese
- 1998 - Takuto Oshima, calciatore giapponese
- 1998 - Gulveer Singh, mezzofondista indiano
- 1998 - Aleksandra Soldatova, ginnasta russa
- 1999 - Yaw Ackah, calciatore ghanese
- 1999 - Dmitrij Aliev, pattinatore artistico su ghiaccio russo
- 1999 - Vitali Arujau, lottatore statunitense
- 1999 - Imogen Clark, nuotatrice britannica
- 1999 - Jeffrey Gunter, ex giocatore di football americano statunitense
- 1999 - Sondre Guttormsen, astista norvegese
- 1999 - Strahinja Jovanović, calciatore serbo
- 1999 - Leketor Member-Meneh, pallavolista statunitense
- 1999 - Toni Nakić, cestista croato
- 1999 - Yared Nuguse, mezzofondista statunitense
- 1999 - Valentine Ozornwafor, calciatore nigeriano
- 1999 - Shaina Pellington, cestista canadese
- 1999 - Alexis Renard, ciclista su strada francese
- 1999 - Luis Sandoval, calciatore colombiano
- 1999 - Edi Semedo, calciatore portoghese
- 1999 - Sun Jiaxu, sciatore freestyle cinese
- 1999 - Mauri Vansevenant, ciclista su strada belga
- 1999 - Maikel Zijlaard, ciclista su strada olandese
- 1999 - Gustavo da Silva Cunha, calciatore brasiliano
- 2000 - Ali Adem, calciatore macedone
- 2000 - Shavy Babicka, calciatore gabonese
- 2000 - Juan José Cáceres, calciatore paraguaiano
- 2000 - Ricardo Feller, pilota automobilistico svizzero
- 2000 - Bret Halsey, calciatore statunitense
- 2000 - Sofia Hublitz, attrice statunitense
- 2000 - Xavier Hutchinson, giocatore di football americano statunitense
- 2000 - Ishan Kort, calciatore olandese
- 2000 - Ludovit Reis, calciatore olandese
- 2000 - Willow Shields, attrice statunitense
- 2000 - Casper Tengstedt, calciatore danese
- 2000 - Mark Watts, cestista statunitense
- 2000 - Tomoe Hvas, ex nuotatore norvegese
- 2000 - Ekaterina Šalimova, tennista russa

## XXI secolo(39)
- 2001 - Mattia Bellucci, tennista italiano
- 2001 - Rell Harwood, sciatrice freestyle statunitense
- 2001 - Chiheb Labidi, calciatore tunisino
- 2001 - Daiki Matsuoka, calciatore giapponese
- 2001 - Laura Meldere, cestista lettone
- 2001 - Ivan Mesík, calciatore slovacco
- 2001 - Rebeka Oblak, sciatrice alpina slovena
- 2001 - Ed Oxenbould, attore australiano
- 2001 - Noè Ponti, nuotatore svizzero
- 2001 - Dan Pușcaș, calciatore moldavo
- 2001 - Rhove, rapper italiano
- 2001 - Jeremy Saygbe, calciatore liberiano
- 2001 - Garrett Williams, giocatore di football americano statunitense
- 2001 - Fernando Henrique, calciatore brasiliano
- 2002 - Graham Barton, giocatore di football americano statunitense
- 2002 - Bachir Belloumi, calciatore algerino
- 2002 - Marius Elvius, calciatore danese
- 2002 - Mohamed Khalil Jendoubi, taekwondoka tunisino
- 2002 - Cristian Medina, calciatore argentino
- 2002 - Gabriele Procida, cestista italiano
- 2002 - Lorenzo Simonelli, ostacolista italiano
- 2003 - Emjay Anthony, attore statunitense
- 2003 - Pascal Loretz, calciatore svizzero
- 2003 - Tsubaki Miki, snowboarder giapponese
- 2003 - Shailyn Pierre-Dixon, attrice canadese
- 2003 - Arianna Sassi, danzatrice su ghiaccio svizzera
- 2004 - Taylor Barnard, pilota automobilistico britannico
- 2004 - Reda Belahyane, calciatore marocchino
- 2004 - Lucrezia Grande, giocatrice di curling italiana
- 2004 - Andreas Schjelderup, calciatore norvegese
- 2004 - Moussa Yeo, calciatore maliano
- 2004 - Gjivai Zechiël, calciatore olandese
- 2004 - Emirhan İlkhan, calciatore turco
- 2005 - Matteo Valli Casadei, calciatore sammarinese
- 2005 - Salma Marei, nuotatrice artistica egiziana
- 2005 - Pogány Induló, rapper ungherese
- 2006 - Abdul Wakeel Bolkiah, principe bruneiano
- 2006 - Ana Bokal, sciatrice alpina slovena
- 2006 - Gabriele Minak, nuotatore artistico italiano

## Senza anno specificato(3)
- Roberto Aguerre, pittore e scultore uruguaiano
- Goraman, cantante senegalese
- Lynn, doppiatrice giapponese